# Gustav Knuth
Gustav Adolf Karl Friedrich Knuth (Braunschweig, 7 luglio 1901 – Küsnacht, 1º febbraio 1987) è stato un attore tedesco.
Dopo la seconda guerra mondiale acquisì la cittadinanza svizzera.

## Biografia

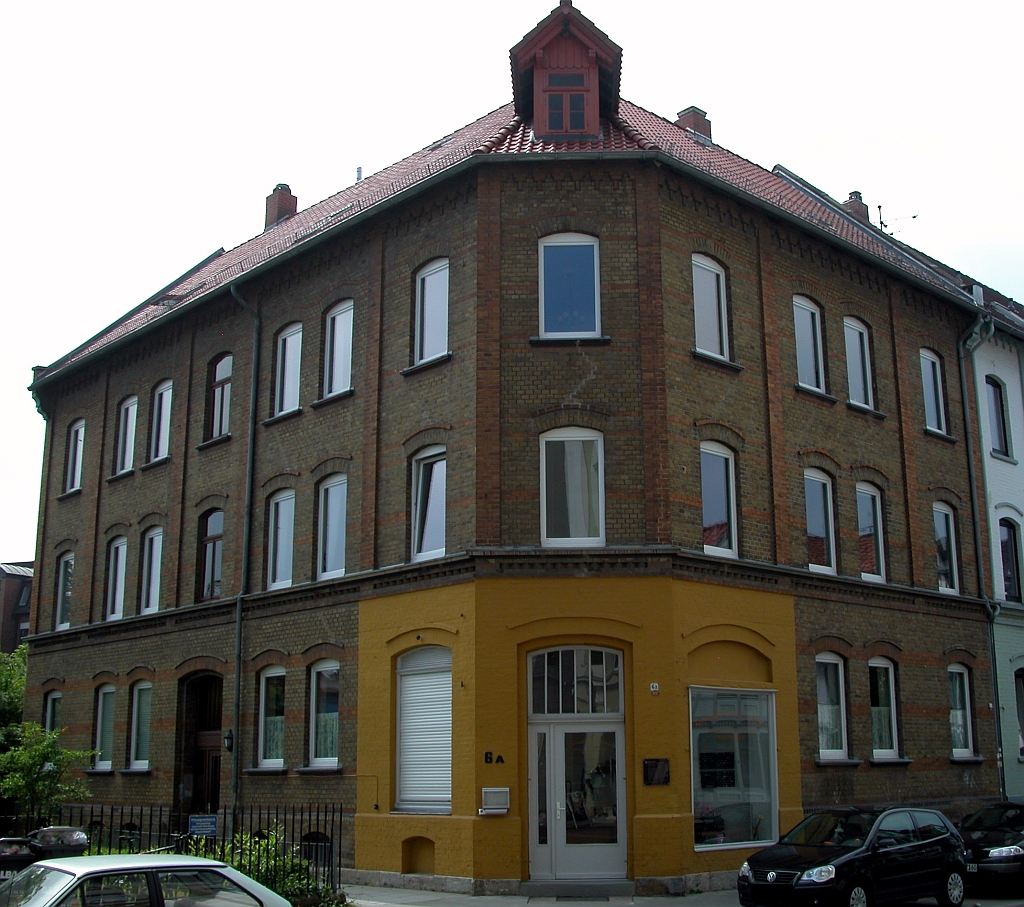
Braunschweig Madamenweg 6a (in precedenza 4) - Qui Knuth visse fino al compimento dei diciassette anni.

Costretto dal padre a frequentare un apprendistato come fabbro, interruppe questo percorso di formazione per prendere lezioni di recitazione dall'attore Casimir Paris a Braunschweig. Nel 1918 ottenne la sua prima scrittura ad Hildesheim. In seguito, dal 1919 al 1922 lavorò allo ‘'Harburger Stadttheater'’. Tra il 1922 ed il 1925 fu attivo a Basilea mentre dal 1933 al 1936 lavoro alla  Deutsches Schauspielhaus di Amburgo. Successivamente venne ingaggiato dal Preußisches Staatstheater di Berlino, l'odierna ‘'Konzerthaus'’, dove rimase fino al 1945.
Tra il 1945 ed il 1949 Knuth fu nuovamente impiegato alla Deutsches Schauspielhaus di Amburgo. Nel 1946 fu insediato dalla potenza occupante britannica nella  Ernannte Bürgerschaft di Amburgo. Alle prime elezioni che si svolsero lo stesso anno partecipò come candidato di punta del movimento Freien Kulturpolitischen Bundes ma, a causa dell'insuccesso, fu costretto ad abbandonare il posto in parlamento.
Dal 1949 fece parte dell'ensemble della ‘'Schauspielhaus'’ di  Zurigo dove recitò, tra gli altri, insieme a Therese Giehse.
Friedrich Dürrenmatt scrisse per Knuth il ruolo dello scienziato  ‘'Beutler'’ nel dramma teatrale I fisici. Nel 1964 questa rappresentazione venne tradotta da Fritz Umgelter nell'omonima fiction televisiva con Knuth e la Giehse a reinterpretare quei ruoli che a loro perfettamente si adattavano. Knuth fu inoltre impegnato nella trilogia cinematografica dedicata all'Imperatrice Sissi nel ruolo del Duca Max in Baviera, al fianco di Romy e Magda Schneider.
Knuth iniziò la carriera di attore per il grande schermo a partire dal 1935 ed indicò il film Unter den Brücken, diretto da Helmut Käutner, come il migliore da lui interpretato. La pellicola fu girata nel 1944 ma distribuita solamente nel 1946.  Negli anni ‘60, con il fortunato avvento della televisione, Knuth si rende noto ad un pubblico molto vasto che conquistò rapidamente interpretando il ruolo del veterinario ‘'Hofer'’ nella serie televisiva Alle meine Tiere. Durante gli anni ‘60 e ‘70 fu uno dei più prolifici attori tedeschi e recitò in numerosi film e serie interpretando figure dal carattere bonario e popolare.
Tra il 1967 ed il 1968 ottenne un ulteriore successo televisivo con la serie Großer Mann, was nun?.  Nella popolare serie televisiva Salto Mortale ricoprì il ruolo del capo famiglia  Carlo Doria. Prese parte anche alla serie in 26 puntate Drüben bei Lehmanns del 1971 che riscosse un grande successo. Nel 1979, diretto da Wolfgang Staudte, interpretò il ruolo di  Eiserner Gustav nell'omonima serie a puntate. Interpretò il suo ultimo ruolo cinematografico nel 1981 nel film Der Bockerer.
Fu molto attivo anche come interprete di radiodrammi. Nel 1953, diretto dal regista Eduard Hermann, interpretò Philip Droste uno dei ruoli principali della sceneggiatura radiofonica dal titolo Paul Temple und der Fall Vandyke di Francis Durbridge.
Gustav Knuth sposò Gustl Busch dalla quale ebbe il figlio Klaus Knuth (1935–2012), anch'egli attore, e da cui divorziò negli anni '30. Successivamente Knuth sposò la collega Elisabeth Lennartz. L'attrice Nicole Knuth, membro del duo Knuth und Tucek ed insignita nel 2011 del premio Salzburger Stier, è sua nipote.
Nel 1974 Knuth pubblicò la sua biografia dal titolo Mit einem Lächeln im Knopfloch. È morto nel 1987, all'età di 85 anni, a causa di un attacco cardiaco. È sepolto nel cimitero di Hinterriet/Küsnacht, nei pressi di Zurigo.

## Riconoscimenti
Nel 1935 Knuth venne nominato Staatsschauspieler. Nel 1962 grazie alla sua interpretazione nel film Der Lügner (1961) venne insignito del premio Ernst-Lubitsch-Preis. Negli anni 1967, 1968 e 1980 vinse inoltre il Bambi d'oro, nel 1970 quello d'argento e nel 1976 la Goldene Kamera. Nel 1974 ricevette il riconoscimento Filmband in Gold  per l'eccezionale e pluriennale carriera nell'industria cinematografica tedesca.

## Filmografia parziale

### Cinema
- Il paese delle balie (Der Ammenkönig), regia di Hans Steinhoff (1935)
- Heimweh, regia di Jürgen von Alten (1937)
- Schatten über St. Pauli, regia di Fritz Kirchhoff (1938)
- Dietro il sipario (Der Vorhang fällt), regia di Georg Jacoby (1939)
- Mann für Mann, regia di Robert A. Stemmle (1939)
- Das Lied der Wüste, regia di Paul Martin (1939)
- Zwischen Hamburg und Haiti, regia di Erich Waschneck (1940)
- Das Mädchen von Fanö, regia di Hans Schweikart (1940)
- Senza gloria (Friedemann Bach), regia di Traugott Müller (1941)
- Große Freiheit Nr. 7, regia di Helmut Käutner (1944)
- Unter den Brücken, regia di Helmut Käutner (1945)
- Das seltsame Leben des Herrn Bruggs, regia di Erich Engel (1951)
- Der fröhliche Weinberg, regia di Erich Engel (1952)
- Palace Hotel, regia di Emil Berna, Leonard Steckel (1952)
- Auf der Reeperbahn nachts um halb eins, regia di Wolfgang Liebeneiner (1954)
- Raub der Sabinerinnen, regia di Kurt Hoffmann (1954)
- I topi (Die Ratten), regia di Robert Siodmak (1955)
- Ich denke oft an Piroschka, regia di Kurt Hoffmann (1955)
- 08/15 – In der Heimat, regia di Paul May (1955)
- La principessa Sissi (Sissi), regia di Ernst Marischka (1955)
- Sissi - La giovane imperatrice (Sissi - Die junge Kaiserin), regia di Ernst Marischka (1956)
- Hengst Maestoso Austria, regia di Hermann Kugelstadt (1956)
- Der Bettelstudent, regia di Werner Jacobs (1956)
- Heute heiratet mein Mann, regia di Kurt Hoffmann (1956)
- Wenn wir alle Engel wären regia di Günther Lüders (1956)
- Sissi - Destino di una imperatrice (Sissi - Schicksalsjahre einer Kaiserin), regia di Ernst Marischka (1957)
- Le avventure di Robinson (Robinson soll nicht sterben), regia di Josef von Báky (1957)
- Ein Stück vom Himmel, regia di Rudolf Jugert (1957)
- Wenn Frauen schwindeln, regia di Paul Martin (1957)
- Ihr 106. Geburtstag, regia di Günther Lüders (1958)
- La casa delle tre ragazze (Das Dreimäderlhaus), regia di Ernst Marischka (1958)
- Kleine Leute mal ganz groß, regia di Herbert B. Fredersdorf (1958)
- Der schwarze Blitz, regia di Hans Grimm (1958)
- Alle lieben Peter, regia di Wolfgang Becker (1959)
- Buddenbrooks – Regia: Alfred Weidenmann (1959)
- Das kunstseidene Mädchen, regia di Julien Duvivier (1960)
- An heiligen Wassern, regia di Alfred Weidenmann (1960)
- Der Lügner, regia di Ladislao Vajda (1961)
- Rote Lippen soll man küssen, regia di Franz Antel (1963)
- Meine Tochter und ich, regia di Thomas Engel (1963)
- Das hab' ich von Papa gelernt, regia di Axel von Ambesser (1964)
- Heidi, regia di Werner Jacobs (1965)
- Onkel Filser – Allerneueste Lausbubengeschichten, regia di Werner Jacobs (1966)
- Alle dame del castello piace molto fare quello (Komm, liebe maid und mache), regia di Josef Zachar (1969)
- Pepe der Paukerschreck, regia di Harald Reinl (1969)
- Der Bockerer, regia di Franz Antel (1981)

### Televisione
- Alle meine Tiere - serie TV, 9 episodi (1962-2963)
- Salto mortale (Salto Mortale - Die Geschichte einer Artistenfamilie) - serie TV, 18 episodi (1969-1972)
- Neues vom Kleinstadtbahnhof - serie TV, 13 episodi (1973)